# Подоклинье (село, Дубровенская волость)
Подоклинье — село в северной части Порховского района Псковской области. Входит в состав сельского поселения «Дубровенская волость».

## География
Расположено на правом берегу реки Демянка, в 13 км к северу от города Порхов, в 5 км к северо-западу от деревни Демянка и в 8 км к юго-востоку от деревни Дубровно. Восточнее находится одноимённая деревня Подоклинье.

## Население
| 2001 | 2002 | 2010 |
| ---- | ---- | ---- |
| 166  | ↘124 | ↗125 |

## История
До 3 июня 2010 года село входило в состав ныне упразднённой Демянской волости (с центром в д. Боровичи), которая была объединена с Дубровенской волостью (с центром в д. Дубровно) в Дубровенскую волость с новым центром в д. Боровичи.